# 行宫
行宫，行闕，通常是指帝王巡幸或渡假時所住的宫殿，可能由其他建築物改建而成。有些帝王會住在權臣家中，以示榮寵。近代非君主制國家元首或政府首腦在外的居所通稱行館。

## 各國行宮

### 中國
中国古代帝王大多有行宮，卢象有《驾幸温泉》诗：“细草终朝随步輦，垂杨几处绕行宫。”隋煬帝好巡狩天下，在全國各地建造了諸多行宮，其中避暑勝地汾陽宮位於汾河源頭的管涔山麓。馮贄《南部煙花記》載煬帝有行宮迷樓：“迷樓凡役夫數萬，經嵗而成。樓閣高下，軒窗掩映，幽房曲室，玉闌朱楯，互相連屬。帝大喜，顧左右曰：‘使真仙逰其中，亦當自迷也，可目之曰迷樓。’”隋末，煬帝在江都的行宮不願北返，大業十四年（618年），宇文化及帶領希望北歸的士兵殺了煬帝。唐朝詩人元稹著有《行宮》一詩，描述背景為洛陽上陽宮。
清代为皇帝修建、改建的行宫有百余座，有学者依据选址，将其分类为：南巡行宫（48座）、北巡行宫（口内行宫14座、口外行宫20座）、东巡行宫（12座）、西巡行宫（13座）。鲁迅《中国小说史略》第二四篇：“清聖祖南巡时，五次以织造署为行宫。后四次皆寅在任。” 此处官署在乾隆帝南巡前改建为“蒋甯”行宫。今日徐州有乾隆行宫，位于云龙北麓，现存大殿以及东西配房，1975年改为博物馆。

### 朝鮮半島
朝鮮王朝的行宮分為三種用途，第一种為紧急状態下为躲避災禍并继续处理国事而修建的行宫，包括江华行宫、义州行宫、南漢山城行宮、北漢山城行宮、樂生行宮等；其次是为休养而修建的行宫如溫陽行宮，深受自朝鮮世宗以來的历代国王青睐；第三為朝鮮国王参拜王家陵墓时使用的行宫如华城行宫，源自朝鮮正祖之父思悼世子的陵墓迁葬至显隆园後，正祖新建水原華城並於1790年起至1795年间陸續在汉城前往水原的沿途上建造包含果川行宫、安养行宫、肆觐站行宫、始兴行宫、安山行宫、龙骧凤翥亭等行宫建築群作為休憩之所，其中以华城行宫最富盛名。

### 日本
日本歷史上天皇使用過的行宮通稱為「行在所」、「御座所」或「頓宮」，包括穴門豐浦宮、飛鳥河邊行宮、津村行宮、若松行宮以及南朝時期歷代天皇曾落腳的吉野行宮、天野行宮、金剛寺行宮、男山八幡行宮、賀名生行宮、觀心寺行宮、住吉行宮、船上山行宮與榮山寺行宮等地。以神社作為行宮的案例則有御靈神社堀江行宮、住吉大社大鳥大社宿院頓宮、難波神社行宮、坐摩神社行宮等。

### 越南
自李朝以來，越南皇帝皆有修建行宮的傳統，作為離開京城遊覽各地時休息的地方。陳朝曾修建天長行宮為第二都城以及武林行宮作為防禦工事的一部分。在黎初朝時期，藍京作為國王經常掃墓的地點成為第二都市而建有行宮，但沒有歷史記載有任何君主曾在此留宿。黎中興朝君主失去實權，鄭主總攬國政，擁有措碧行宮與翠蓮行宮等兩處渡假山莊。阮朝末代皇帝保大帝於大叻市有三幢避暑行宮，編號為宮殿一號、宮殿二號與宮殿三號。

### 柬埔寨
柬埔寨國王於暹粒有行宮暹粒皇宮，於波哥山有避暑行宮「黑宮」（Black Palace）提供皇室成員於酷暑季節上山休憩。

### 秘魯
古印加帝國的道路建設多是為軍事目的或王室行動而修築，因此為了方便軍事行動於道路上每隔15或20公里處就會建造功能相當於驛站的「坦博」用來當作軍事要塞與倉庫。有些坦博建有行宮，作為君主「薩帕·印卡」出巡時的休憩場所。